# Juan Mascia
Juan Cruz Mascia (Montevideo, 3 gennaio 1994) è un ex calciatore uruguaiano, di ruolo attaccante.

## Palmarès

### Club

#### Competizioni nazionali
- Campionato uruguaiano: 1

Nacional: 2016

### Individuale
- Capocannoniere del campionato sudamericano di calcio Under-17: 1

Ecuador 2011 (6 reti)